# Pietra di Apricena
La pietra di Apricena è una pietra calcarea estratta in Puglia alle pendici del Gargano, nel territorio compreso tra Apricena, Lesina e Poggio Imperiale.

## Aspetti geologici
I materiali fanno parte delle formazioni Calcari di San Nicandro del Giurassico superiore-Cretacico inferiore, e Calcareniti di Apricena del Miocene.
Solitamente la pietra di Apricena e Poggio Imperiale è stratificata in banchi di spessore variabile tra i 30 e i 500 cm, con inclinazione verso sud dai 5° ai 20°. I banchi sono solitamente separati tra di loro da un leggero strato di argilla depostosi in bassi fondali marini.

## Caratteristiche
Chimicamente la pietra è costituita per oltre il 96% da carbonato di calcio con tracce di ossidi di ferro, manganese, alluminio ed altri elementi. È caratterizzata da un peso specifico di 2,71 g/cm3. 
Questo materiale è molto apprezzato, dato che accurate analisi di laboratorio hanno dimostrato che le caratteristiche di resistenza e durata lo pongono ai livelli più elevati del settore.
È un materiale con tonalità oscillanti tra il beige, l'avorio ed il rosato (a seconda della varietà), con frequenti venature il più delle volte sottili e sinuose, che ne caratterizzano la superficie.
Le varietà estratte sono definibili come:
1. micriti e intrabiomicriti; calcareniti:  biancone,  bronzetto,  vermiglio
2. intrabiomicriti laminari:  silvabella,  serpeggiante,  fascionato,  filettato  (tra cui filetto rosso),  ondagata
3. calciruditi:  perlato  (perlatino)

inoltre tra i più significativi, dal punto di vista commerciale vi è anche il fiorito Adriatico .

## Le cave
La produzione di cava si articola in blocchi di pietra, con una misura massima 315 cm lunghezza, 170 cm di larghezza e altezza che varia in funzione del banco.
Per l'estrazione dei blocchi di pietra si usano diverse tecniche, tra le quali uso dell'esplosivo inserito in apposite perforazioni, e taglio con l'ausilio di apposite seghe tagliatrici. Seguono poi lo spostamento con apposite pale meccaniche, e il taglio per far loro assumere una forma di parallelepipedo.
La zona di estrazione della pietra di Apricena e Poggio Imperiale costituisce il primo polo estrattivo del meridione italiano ed il secondo bacino nazionale dopo quello di Carrara. La produzione della pietra di Apricena, infatti, copre il 90% della produzione regionale ed il 20% di quella nazionale. Essa è quindi una risorsa fondamentale per l'economia dell'area.

## Utilizzi
In passato questo materiale è stato utilizzato per varie decorazioni della reggia di Caserta ed in vari palazzi a Roma. Un notevole utilizzo si è avuto anche nel vicino comune di Foggia: nella chiesa del Carmine, nel palazzo della Camera di Commercio, nel monumento dedicato ad Umberto Giordano, nella fontana a piazza Vittorio Veneto e nella vicina stazione ferroviaria, distrutta nei bombardamenti durante la seconda guerra mondiale. Anche nel resto della provincia si possono incontrare molte opere costruite con questo materiale: la facciata della Chiesa di San Lorenzo delle Benedettine a San Severo, la fontana nella piazza Vittorio Emanuele I detta anche Piazza Castello dalla presenza del Maniero dei Duchi Maresca, di Serracapriola, la Casa Sollievo della Sofferenza e la facciata di Chiesa di Santa Maria delle Grazie a San Giovanni Rotondo, alcuni monumenti di Apricena  e Poggio Imperiale sono solo alcuni esempi.
Nella chiesa di Padre Pio a San Giovanni Rotondo la pietra di Apricena (nella varietà bronzetto) è utilizzata per gli scopi più disparati (composizione della struttura portante, pavimentazione, decorazioni).
Anche all'estero, tuttavia, la pietra di Apricena e di Poggio Imperiale ha riscosso notevole successo nelle sue differenti varietà: in vari paesi del medio oriente e dell'estremo oriente si è utilizzato in massima parte il serpeggiante, in Europa, soprattutto in Germania, il fiorito adriatico, negli Stati Uniti d'America e in Canada è molto richiesto il rosso Italia, oltre al serpeggiante e al fiorito adriatico.